# Victoria FC Louvain
Victoria FC Louvain was een Belgische voetbalclub uit Leuven. De club was aangesloten bij de KBVB met stamnummer 206. De club speelde in haar geschiedenis een aantal jaar in de nationale reeksen, maar verdween in 1945.

## Geschiedenis
De club werd opgericht op 26 mei 1920 en sloot zich aan bij de Belgische Voetbalbond. Victoria ging in de regionale reeksen spelen en klom er geleidelijk op. Bij de invoering van de stamnummers in 1926 kreeg de club nummer 206 toegekend. Dat jaar bereikte men ook voor het eerst de nationale bevorderingsreeksen, in die tijd het derde niveau. Victoria trof er oudere stadsgenoot Stade Louvaniste aan en kon er zich een paar jaar handhaven. In 1928/29 kreeg men er ook het gezelschap van een andere Leuvense club, Sporting Club Louvain. Op het einde van het seizoen zakte Victoria samen met nieuwkomer Sporting Club weer weg uit de nationale reeksen na een verblijf van drie seizoenen.
In 1933 promoveerde Victoria weer naar de nationale Bevordering, waar men ditmaal ook stadsgenoot Hooger Op FC Leuven aantrof. Victoria wist er zich opnieuw te handhaven. Het volgende seizoen speelde het met stadsgenoten Stade en Sporting Club in de reeks. In 1937 eindigde Victoria als op twee na laatste en degradeerde opnieuw naar de provinciale reeksen, na vier jaar nationaal voetbal.
Victoria zou nooit meer terugkeren op het nationale niveau. Na de Tweede Wereldoorlog kwam het tot een versmelting van verschillende Leuvense voetbalclubs. Victoria ging een officieuze fusie aan met Sporting Club Louvain, bij de Voetbalbond aangesloten met stamnummer 223. De club speelde verder als Daring Club Leuven met het stamnummer 223 van Sporting Club. Stamnummer 206 verdween definitief op 16 augustus 1945.

## Resultaten
| Seizoen | Klasse | Klasse | Klasse | Klasse | Reeks              | Punten | Opmerkingen                          |
|         | I      | II     | III    | P.II   |                    |        |                                      |
| ------- | ------ | ------ | ------ | ------ | ------------------ | ------ | ------------------------------------ |
| 1922/23 |        |        |        | 5      | Tweede Prov. Brab. | 14     |                                      |
| 1923/24 |        |        |        | 9      | Tweede Prov. Brab. | 25     |                                      |
| 1924/25 |        |        |        | 5      | Tweede Prov. Brab. | 19     |                                      |
| 1925/26 |        |        |        | 3      | Tweede Prov. Brab. | 24     |                                      |
| 1926/27 |        |        | 11     |        | Bevordering B      | 20     |                                      |
| 1927/28 |        |        | 9      |        | Bevordering C      | 23     |                                      |
| 1928/29 |        |        | 12     |        | Bevordering C      | 19     |                                      |
| 1929/30 |        |        |        | 1      | Tweede Prov. Brab. | 38     |                                      |
| 1930/31 |        |        |        | 3      | Tweede Prov. Brab. | 26     |                                      |
| 1931/32 |        |        |        | 3      | Tweede Prov. Brab. | 33     |                                      |
| 1932/33 |        |        |        | ?      | Tweede Prov. Brab. | ?      |                                      |
| 1933/34 |        |        | 8      |        | Bevordering B      | 26     |                                      |
| 1934/35 |        |        | 11     |        | Bevordering A      | 24     |                                      |
| 1935/36 |        |        | 10     |        | Bevordering C      | 25     |                                      |
| 1936/37 |        |        | 12     |        | Bevordering C      | 22     |                                      |
| 1937/38 |        |        |        | 10     | Tweede Prov. Brab. | 21     |                                      |
| 1938/39 |        |        |        | 14     | Tweede Prov. Brab. | 12     |                                      |
| 1939/40 |        |        |        | 4      | Tweede Prov. Brab. | 13     |                                      |
| 1940/41 |        |        |        |        |                    |        | Geen competitie door Wereldoorlog II |
| 1941/42 |        |        |        | 7      | Tweede Prov. Brab. | 15     |                                      |
| 1942/43 |        |        |        | 5      | Tweede Prov. Brab. | 15     |                                      |